# Dansk ErhvervsFremme
Dansk ErhvervsFremme (DEF) er en landsdækkende og politisk uafhængig netværksorganisation.

## Initiativer
DEF står blandt andet bag:
- DEF Lab, som er en interaktiv portal, hvor DEFs medlemmer kan videndele, hente inspiration og konkrete værktøjer og skabeloner.
- DEF kårer hvert år Årets Iværksætterby.
- Erhvervsfremme Døgnet, som er en netværksevent for medlemme.

## Historik
DEF blev stiftet 1973 og organisationen bar oprindeligt navnet Danske Erhvervschefers Fællesråd, men da organisationen i 2004 åbnede for en bredere kreds af medlemmer og samarbejdspartnere, blev navnet ændret til Dansk ErhvervsFremme (DEF). Organisationen har således i dag både medlemmer som er medlemsbaserede erhvervsråd (fx Business Kolding) og organisationer som udelukkende står for erhvervsservice eller -udvikling (fx Københavns Erhvervsservice).

## DEFs organisation
Bestyrelsen i DEF består af syv til ni medlemmer – heraf de fem regionsformænd, samt to til fire repræsentanter – der vælges på den årlige generalforsamling. Som medlem kan optages: Organisationer som i væsentlig grad arbejder med erhvervsservice og erhvervsfremme (jf. lov om erhvervsfremme nr. 602 af 24/06/2005 § 12 & § 13. Sekretariatets placering besluttes af bestyrelsen, men er typisk på samme adresse som den valgte formand. DEFs sekretariat er for nuværende lokaliseret i Vitus Bering Innovation Park i Horsens.

## Ekstern henvisning
- http://www.danskerhvervsfremme.dk